# Carrer Major de Torrelles de Foix
El Carrer Major de Torrelles de Foix és un carrer del municipi de Torrelles de Foix (Alt Penedès) que forma part de l'Inventari del Patrimoni Arquitectònic de Catalunya.

## Descripció
Carrer estret que fa una ziga-zaga i una mica de pujada, format per cases entre mitgeres a banda i banda, que consten de planta baixa, pis i golfes, on s'hi conserven alguns elements d'interès històric per constituir el nucli urbà més antic del poble de Torrelles de Foix. Hi ha arcades de mig punt adovellades en molt bon estat.